# Melinoides fulvitincta
Melinoides fulvitincta är en fjärilsart som beskrevs av W. Warren 1905. Melinoides fulvitincta ingår i släktet Melinoides och familjen mätare. Inga underarter finns listade i Catalogue of Life.